# レゴ スーパーマリオ
レゴ スーパーマリオ（Lego Super Mario）は、日本のゲームデザイナーである宮本茂が制作したプラットフォームゲームシリーズ『スーパーマリオ』をテーマにしたレゴのテーマである。任天堂からライセンスを受けている。2020年8月1日に初めて導入された。発売以来、レゴ スーパーマリオのテーマは概ね肯定的な評価を受けている。

## 概要
レゴ スーパーマリオは、レゴと任天堂の共同制作によるテーマであり、1985年に発売されたゲーム『スーパーマリオブラザーズ』の35周年を記念して誕生した。このセットは、レゴセットとビデオゲームの融合のようなもので、草原や砂漠、クッパ城を含むスーパーマリオの2Dステージを現実に構築できる。このテーマの鍵となるのは、インタラクティブなスーパーマリオのレゴフィギュアである。  
伝統的なレゴフィギュアとは異なり、このマリオフィギュアは大型で電子式であり、LEDディスプレイを搭載した目、口、胸部の画面を備えている。また、フィギュアの底部にはスキャナーが配置されており、Bluetooth接続機能も搭載されている。このスキャナーは色や機械可読コードを使って動作する。例えば、スキャナーが赤色を読み取った場合、マリオはそれを溶岩と認識し、「ライフを失った」ように振る舞う。敵キャラクターや?ブロック、パワーアップ、土管、ゴールポールにコードを配置すると、胸部ディスプレイにアクションが表示される。例えば、敵を倒した際にコインが表示される。これらすべてがスーパーマリオシリーズの効果音を再現する。また、マリオフィギュアは公式の携帯アプリとBluetoothで接続可能である。  
このアプリはチャレンジ用のカメラやデジタル説明書として使用できるほか、マリオフィギュアのファームウェアをアップデートすることも可能である。このテーマは、11種類のマリオステージ、過去のマリオのパワーアップを参考にした4つのコスチュームパック、そしてマリオシリーズの敵キャラクターをフィーチャーしたブラインドバッグコレクション10種類で販売された。  
2020年7月、任天堂はレゴ製ファミリーコンピュータを発表した。このセットには、カートリッジとコントローラー付きのフルサイズのコンソールのレプリカと、スーパーマリオブラザーズのワールド1-1を表示するミニチュアブラウン管テレビが含まれている。このテレビはクランクを備えており、回すことでゲームをスクロールさせ、画面上の8ビットマリオを動かすことが可能である。オリジナルのテーマとは関係ないが、テレビはインタラクティブなマリオフィギュアと接続することで、クランクを回すと効果音を再生する仕組みになっている。コンソール内部にはワープゾーンへのオマージュが施されている。このセットはテーマ全体の中で最大の規模を誇る。  
さらに、レゴはゲーム内で登場するスーパーマリオの等身大モデルも製作した。このスーパーマリオは23,000個のレゴブロックから構成され、高さは1.2メートルである。小型モデルと同様に、胸部や目、口に画面を搭載しており、異なるボタンを押すと、通常のレゴ スーパーマリオが特定のブロックの上に立った時の反応に一致する動作を示す。  
2022年には、レゴはゲーム内に登場するクッパのキングサイズモデルを製作した。このクッパは663,900個のレゴブロックから構成され、高さは14フィートである。このキングサイズのクッパはサンディエゴ・コミコンで展示された。

## 開発
レゴと任天堂との協議は2015年の夏に始まり、任天堂の上層部がレゴとの協業を希望した。この協議から多くのアイデアが生まれ、どのアイデアを採用するか投票が行われた。その結果、最も支持されたのはインタラクティブフィギュアのアイデアだった。チームは「レゴと任天堂にしかできないことを一緒にやる。レゴ製品でありながら、任天堂製品でもある」という言葉だけを頼りに開発を進めた。リードデザイナーのジョナサン・ベニンクは、おもちゃを現実にするという点で、「レゴ ディメンションズ』からヒントを得た。また、プレイヤーがマリオのステージを構築するという点では『スーパーマリオメーカー』からヒントを得て、レゴの組み立てに取り入れた。セット自体は数多くのマリオシリーズ本編からヒントを得ているものの、その結果は「スーパーマリオブラザーズとスーパーマリオ3Dワールドの中間のような、角が丸いデザイン」になったという。
フィギュア自体は、マリオのコンセプトを確立するまでに2年を費やした。ジョナサン・ベニンク率いるチームは、拡張現実や仮想現実など、さまざまな技術を活用した幅広いアイデアを出し合い、試作品を製作した。また、マリオの顔を表示するために巨大なスクリーンを搭載したフィギュアも検討されたが、電源を切った際に画面が真っ暗になるという問題から、採用は見送られた。その後、ベニンクはディスプレイ付きの3x3のインタラクティブなブロックという、チームが見たことのないものを思いつき、それを採用することにした。このデザインは耐久性と強度に関する厳格なテストを受け、任天堂は品質を確保するために6,000個もの試作品を落下させた。数多くの試作品が、任天堂のクリエイティブリーダーである手塚卓志の協力のもと、京都のワークショップに持ち込まれ、さらなるテストが行われた。これらの訪問は、新型コロナウィルスにより中止されるまで頻繁に行われた。フィギュアから発せられる効果音は、マリオの声優であるチャールズ・ マルティネーが新たに録音したセリフや、作曲家である近藤浩治が作曲した音楽を使用している。

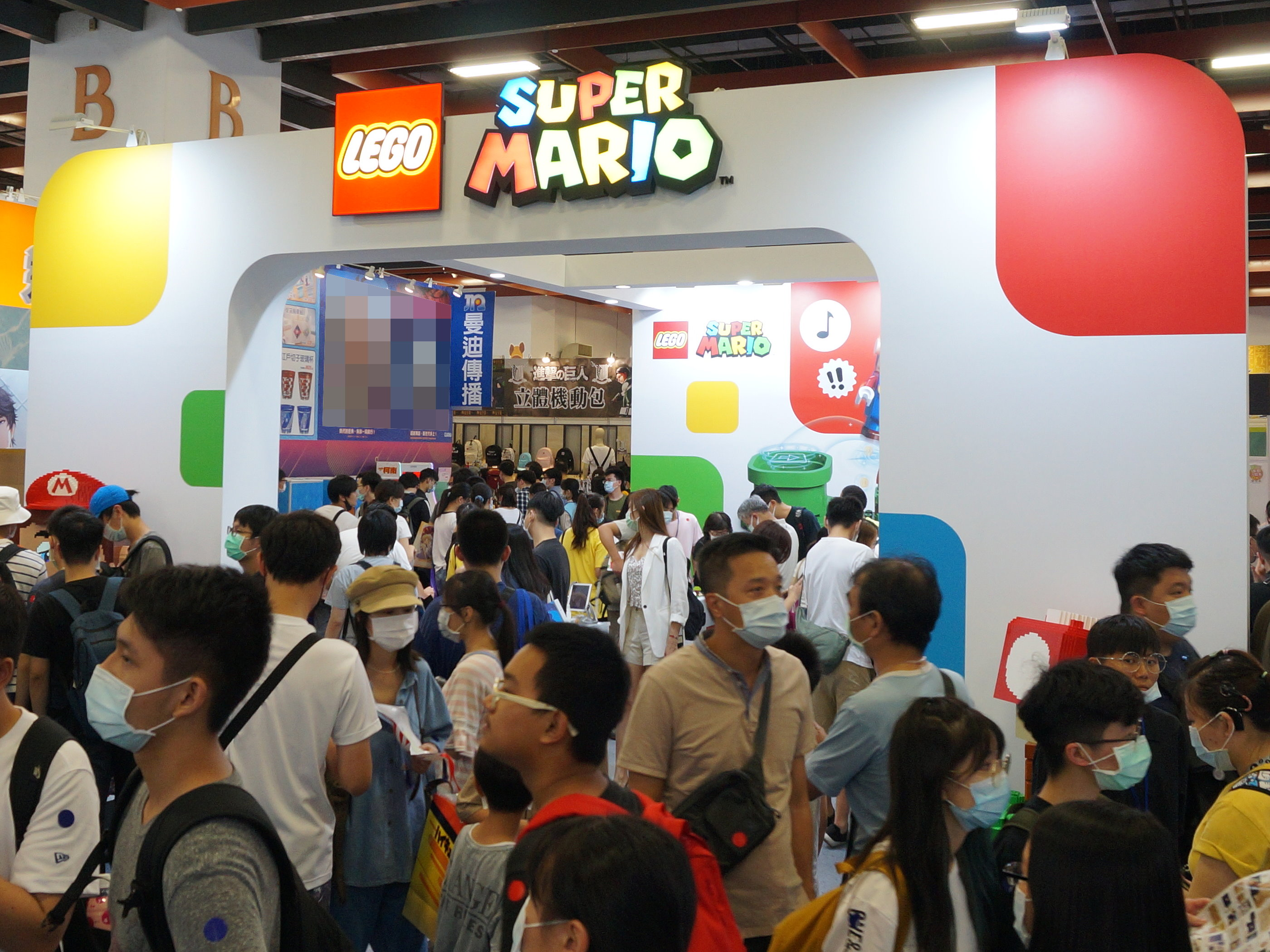
台湾で開催されたLego Trading expoのレゴ スーパーマリオのブース

レゴ スーパーマリオのテーマは、MAR10 / マリオの日としても知られる2020年3月10日に、任天堂とレゴの公式Twitterで初めて予告され、マリオのLEDディスプレイが公開された。その後、2日後に任天堂がセットの詳細と概要を説明する予告編を公開し、テーマ自体が正式に発表された。レゴストアでは、顧客が試せるようにテーマのデモが設置された。レゴ ニンテンドー エンターテインメント システムは、中国のウェブサイト「VJGamer」とドイツのウェブサイト「Promo Bricks」および「StoneWars」によってオンラインで最初にリークされ、価格と日付の情報がリークされた。2020年7月13日、レゴのTwitterアカウントが公式発表の前日にセットのシルエットを投稿した。テーマとNESセットの両方が2020年8月1日に発売された。3つのセットは2020年7月10日に発売された。
2020年7月、デザインマネージャーのベニンクとマーケティングディレクターのクリスチャン・ムンクが、レゴと任天堂がスーパーマリオで緊密なコラボレーターとなった経緯を語った。ベニンクは次のように説明する。「しかし、これにはレゴのDNAも核心にある。なぜなら、あの厳しい時期の後、経営陣から『ブロックはどこだ？』と言われた時、オンラインでのブレインストームの中で、スタートとフィニッシュのアイデアを思いついた。そして、レゴブロックで作ったどんなものでもその間にあるものはレベルになるという発想に至った。この時期にカラーセンサーを追加することに決めた。これにより、マリオはRFIDブロックだけでなく、基本的なレゴの色も読み取れるようになったのだ。こうしてレベル全体がインタラクティブになった。そして、コインを集めるというアイデアを思いついた。敵に飛び乗ったり、チャレンジをクリアしたりすることでコインを獲得できる仕組みだ。さらにタイマーを追加し、たとえばピラニアスライドではバランスを取ることに多くの時間を費やすため、少し余裕をもたせるブロックを追加した。このようにして、現在の形に進化したのだ」クリスチャン・ムンクは次のように説明する。「私たちは任天堂とのユニークなパートナーシップを持っていると思う。これはレゴのラインであり、レゴの開発プロセスだが、真にパートナーと共同創造されたものだ。週に3回、任天堂とSkypeコールを実施しており、技術部分やゲームの部分について協力を得ている。子どもたちが遊んで楽しいものにするために助けてくれている。これにより、良い任天堂とレゴの体験が生まれている。創造性が大切なので、私たちが期待しているのは、子どもたちが可能な限りクールで奇抜なクリエイションを作り、それを遊びながらどれだけ多くのコインを集められるか試すことだ」
ベニンクは、なぜこの新テーマがミニフィギュアを使用していないのか、そしてインタラクティブキャラクターがどのように開発されたのかについて明かした。ベニンクは次のように説明する。「マリオ自身は溶け合ったレゴブロックで作られたような見た目をしている。例えば、彼のお腹は車のパーツ、カーフードだし、彼の髪は1×1のレゴセットプレートでできている。だから、彼はレゴブロックで作られているように見えるのだ。それに続いて敵キャラクターたちも同じように作られた。というのも、このラインはビルディングと創造性がテーマだから、敵キャラクターも1つのパーツで鋳造されるのではなく、組み立てられる必要があると感じたからだ。ゲームではブーはとても丸っこいが、レゴ版では四角い。レゴ版だからだ」
ベニンクとクリスチャン・ムンクは、スーパーマリオの開発に4年かかった理由と、『レゴディメンションズ』から得た教訓について語った。ベニンクは次のように説明する。「そうだ、実際には4年かかった。上司たちはあまり喜んでいないけれど、最終的に何かを作れたから、それは良いことだ。特に、遊び方のレシピを見つけることが一番の難問だった。それには1年半かかった。インタラクティブキャラクターという初期のアイデアから始まり、『それを使って何をするのか？』という問題に取り組んだのだ。多くの技術系のおもちゃは、1日ぐらいは楽しめるが、その後は飽きられてしまう。だが、ここでは、レベルを構築したり、自分自身のアイデアを出したり、創造性を注ぎ込んだりすることで、長く遊べることを目指した。そして、それを周りの人々と共有できる。これには少し時間がかかり、その後に全てを製作しなければならなかった。また、任天堂も品質や安全性について非常に気を遣っていたので、彼らに送ったすべてのものが5,000回落とされてテストされた。それが強度を確認するための手法だった」クリスチャン・ムンクは次のように説明する。「それに加えて、私が特に誇りに思うのは、レゴグループとして初めての真にインタラクティブな遊びの体験を提供できたことだ。そして、この製品を特にユニークにしているのは、手に持って遊べるインタラクティブな体験だということだ。レゴ スーパーマリオのフィギュアが中心にあり、その周りでインタラクティブに遊べる世界を自分で構築できる。もちろん説明書を使って組み立てることもできるが、自由にレベルをクリエイティブに作ることもできる。特別なブロックは必要なく、彼はブロックの色に反応するので、すでに持っているブロックを使ってクールな世界を作ることもできる。そして、彼はその世界でプレイする方法に反応するだけでなく、プレイヤーがどのように構築したかにも反応する。これが、このシリーズで特に誇りに思っている点だ」
ベニンクは、組み立て説明書が従来の印刷されたものではなく、デジタル形式である理由について次のように説明する。「この新しい遊び方を紙で説明することは不可能だった。何度も試作を行ったが、矢印を使ってマリオのジャンプ方法などを紙で説明しようとすると非常に難しくなる。子どもたちはそれを飛ばしてしまう。基本的に、組み立て説明書以外のものはオプションだと思ってスキップしてしまうのだ。そのため、アプリ内に組み立て説明書を置くことで動画を追加することが可能になった。2-3秒の動画は、15本もの矢印が飛び交うページよりも遥かに多くの情報を伝える。そして、他のプロジェクトからも分かっていることだが、子どもたちは3D組み立て説明書を非常に評価している。3Dビューで組み立てを確認し、ブロックがどこに配置されるか正確に見ることができるからだ」

## アプリ
「Lego Super Mario」というタイトルのアプリは、ソフトウェア開発スタジオのUsTwoによってAndroid、iOS、およびFire OS向けに開発された。2020年7月20日にリリースされた。2021年以降、プレイヤーはアプリを介して体験を起動することが可能になり、レゴマリオやルイージのみに限定されず、両キャラクターを自由に組み合わせて使用できるようになった。

## 評価

### レゴ スーパーマリオのテーマ
このテーマは概ね肯定的な評価を受けており、子供にとって最適なアイテムであると主張する意見が多い一方、レゴとマリオのファンにも適しているという意見もある。『CNET』のスコット・スタインは、このテーマを「堅実な夏の娯楽」と評し、ロックダウン中の暇つぶしになると述べ、キュートでシンプルな組み立てのセットやテーマとのインタラクションの多さを称賛した。しかし、オープンデザインの多さとリプレイ性の欠如を批判した。多くのレビューで、このアイデアはスーパーマリオメーカーやNintendo Laboなどの他の任天堂製品と比較された。例えば、『Nintendo Life』のアレックス・オルニーは、これが物理的な形のマリオメーカーのようだと気づいたと書いている。レビューの中で彼は、マリオのフィギュアが非常に魅力的で好感が持てると要約し、そのシンプルさが若い視聴者により適していると述べている。しかし、彼はレベルのデザインとコンセプトがフィギュアの持つ魅力に欠けていると批判した。『Kotaku』のマイク・ファーヘイは、このテーマを楽しむ最良の方法は、想像力を働かせて体験を豊かにすることだと述べた。フィギュアについては、デザインは次第に気に入るようになったものの、電源を切った状態のフィギュアは落ち着かないと感じた。レゴコレクターとして、このテーマには何かが欠けていると感じ、よりインタラクティブなフィギュアがあれば、テーマの体験が向上する可能性があると付け加えた。『The Telegraph』のレビューで、トム・ホギンスは、セット内のオマージュが全体的な製品に魅力を加えていると感じ、全体的なアイデアを称賛した。しかし、セットの価格帯が年齢層と一致していないように感じ、価格設定はレゴコレクター向けであると指摘した。
2020年7月、レゴ スーパーマリオはPlay Creators Awards 2020にノミネートされた。2020年10月、Adventures with Mario Starter Courseは、Tescoのクリスマス2020年のトップ10玩具にリストされた。2020年11月、Adventures with Mario Starter Courseは、ITVの『This Morning』が選んだクリスマス2020年のトップ玩具にリストされた。

### LEGO NES
マリオのテーマと同様に、このセットも肯定的な評価を受けている。多くのレビューが、オリジナルのデザインに対するセットの正確さを称賛している。また、他のレビューでは、主にクランクとコンソールによるセットとのインタラクティブ性も高く評価されている。IGNのケビン・ウォンは、長い組み立て時間にもかかわらず、セットの組み立てを非常に楽しんだ。彼は、オリジナルのデザインに忠実でありながら、セットがオマージュを捧げていることを称賛した。Brick Fanaticsのグラハムは、NESセットはマリオのテーマよりもはるかに優れていると感じ、ハードコアな任天堂とレゴのファンに対するセットの機能性と魅力を称賛した。

### 受賞とノミネート
2020年、Adventures with Mario Starter Course（セット番号: 71360）は、Toy Retailers AssociationによってLicensed To Thrillカテゴリーで「DreamToys」を受賞した。
2021年、レゴ スーパーマリオは、NPD GroupのGlobal and European Toy Industry Performance Awardsを受賞した。
2021年2月、Character Packsは、Toy Associationによって「Toy of the Year」および「Collectible of the Year」を受賞した。Bowser's Castle Boss Battle Expansion Setは、Toy Associationによって「Toy of the Year」および「Playset of the Year」を受賞した。
2022年9月、Adventures with Peach（セット番号: 71403）は、Toy Associationによって「Toy of the Year」および「Playset of the Year」を受賞した。